# Szyplin
Szyplin (Dorycnium Mill.) – rodzaj z rodziny bobowatych. Takson tradycyjnie był wyróżniany do lat 80. XX wieku i często jeszcze do początku XXI wieku, kiedy to kolejno różni autorzy wskazywali na jego zagnieżdżenie w obrębie rodzaju komonica Lotus, do którego ostatecznie gatunki tu dawniej zaliczane zostały przeniesione. Wyróżniano tu do 15 gatunków, choć na początku XXI wieku już zwykle tylko 8. Zasięg rodzaju obejmował basen Morza Śródziemnego oraz Wyspy Kanaryjskie, Europę Środkową i południowo-zachodnią Azję po Iran. Do flory Polski należą trzy gatunki: szyplin jedwabisty D. germanicum (=Lotus germanicus), szyplin zielny D. herbaceum (=Lotus herbaceus) i przejściowo zawlekany szyplin pięciolistny D. pentaphyllum (=Lotus dorycnium).